# 馬川站
馬川站（：／ Macheon yeok */?）是首都圈電鐵5號線馬川支線的終點車站，位於韓國首爾特別市松坡區馬川洞。未來首爾輕電鐵慰禮線通車後，將於本站與5號線轉乘交會。

## 車站結構
站體為2面2線側式月台的地下車站，候車月台設有月台幕門，並有2處出口。
月台內部曾存在一部分洞窟造型的裝置藝術，但經過重建工程後已不復見。

### 月台配置
| 巨餘 ↑   |
| \| 上    |
| 起終點站 |

| 月台 | 路線                     | 目的地                       |
| ---- | ------------------------ | ---------------------------- |
| 上行 | ●首都圈電鐵5號線馬川支線 | 江東、踏十里、木洞、傍花方向 |
| 下行 | ●首都圈電鐵5號線馬川支線 | 此站終着                     |

## 歷史
- 1996年3月30日：落成啟用，當時車站編號為 560。

## 車站周邊
- 巨餘119消防安全中心
- 首爾馬川初等學校
- 馬川郵局
- 松坡區立馬川青少年修煉館
- 松坡인성身心障礙者綜合福祉館
- 松坡兒童安全教育館

## 圖片

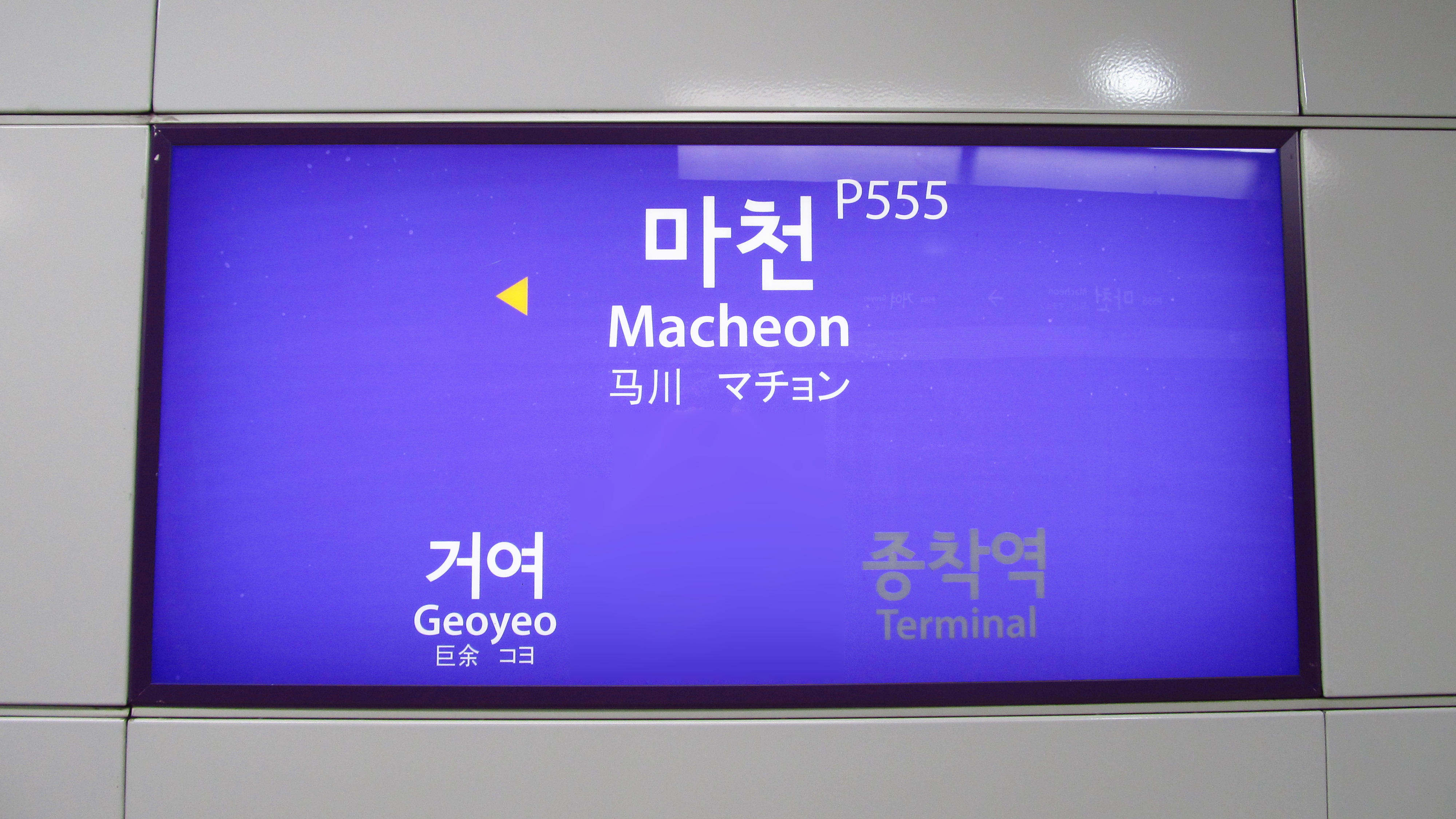
站名牌
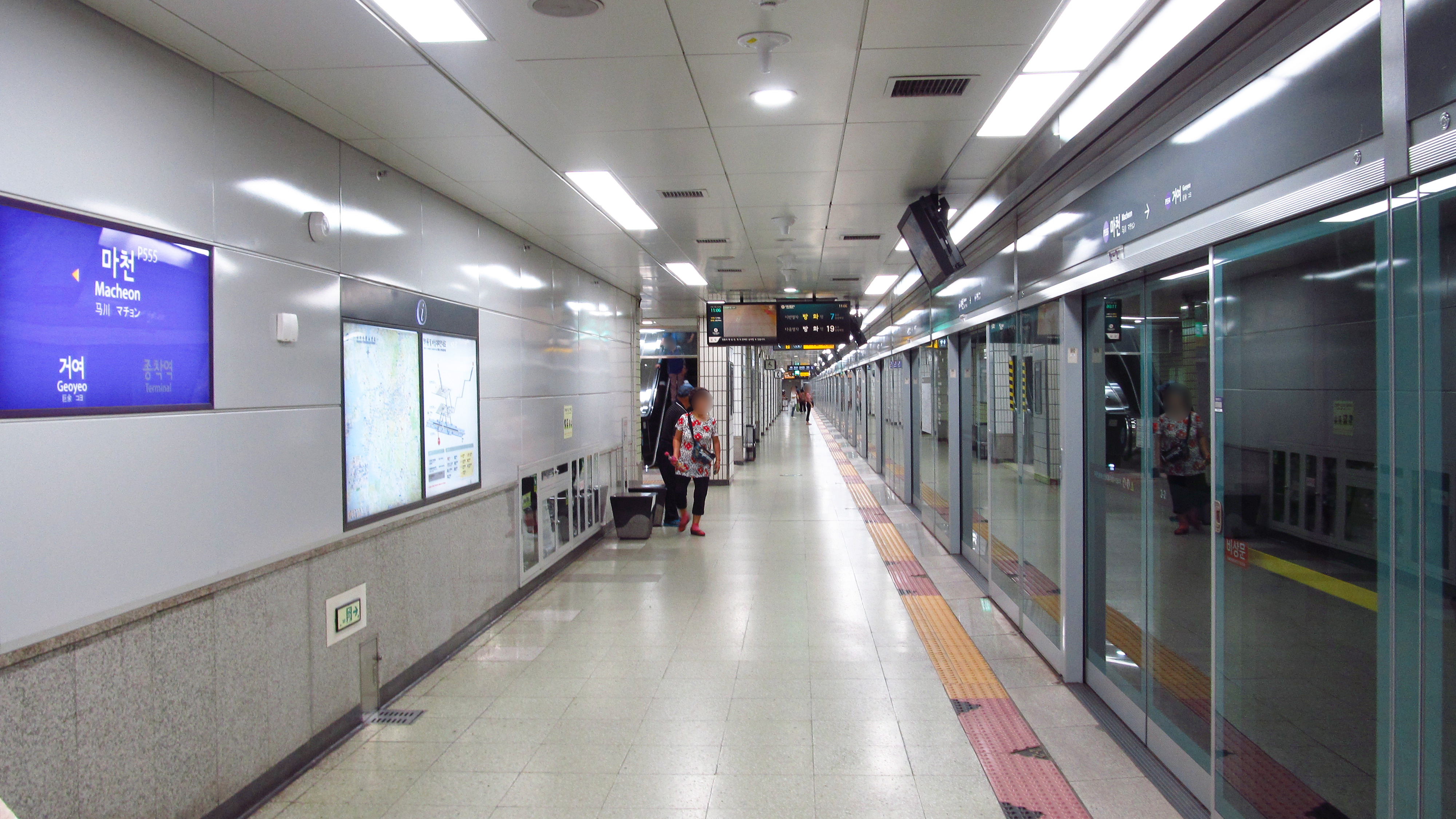
候車月台
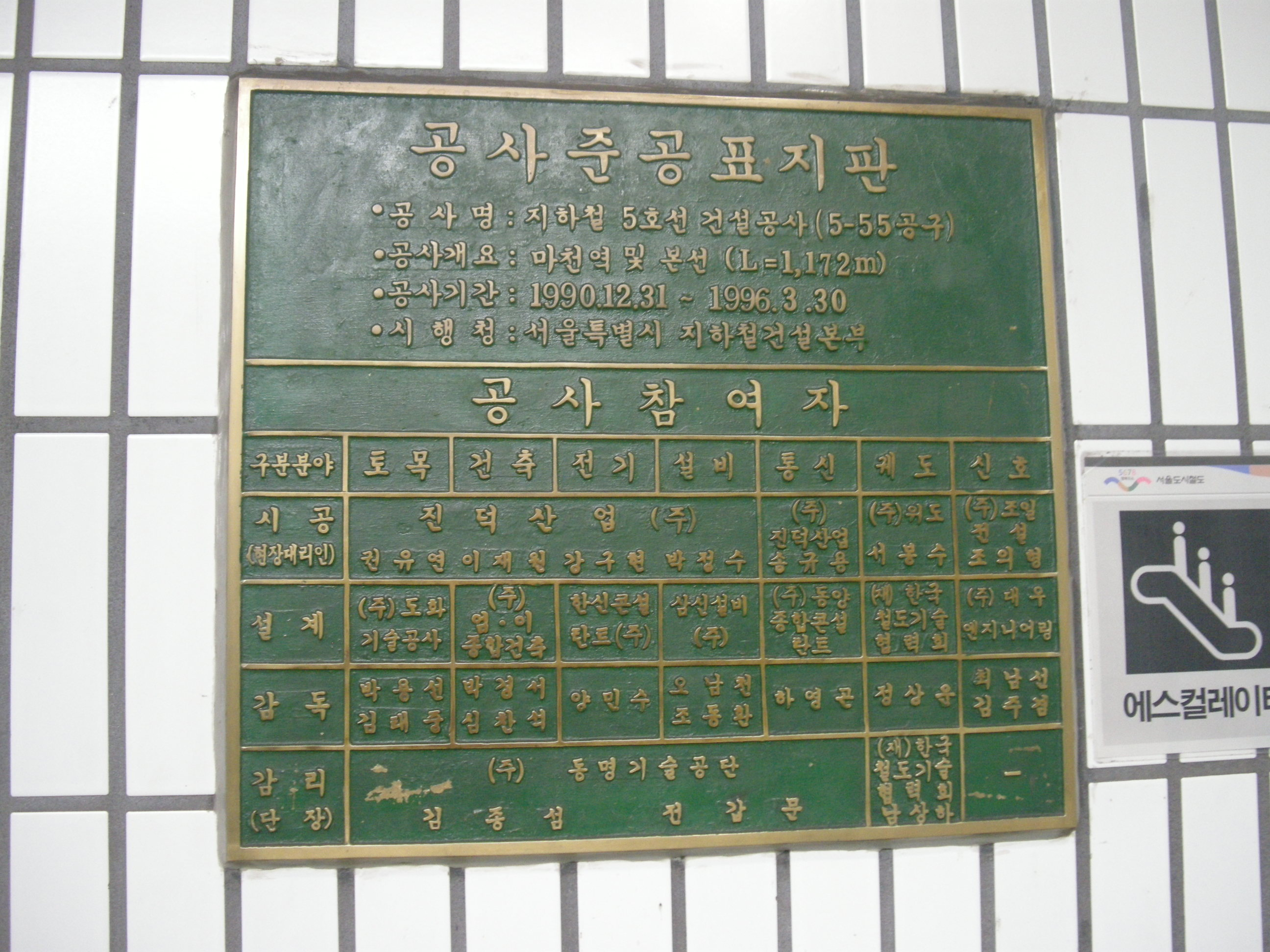
馬川站落成紀事

## 相鄰車站
首爾交通公社
●首都圈電鐵5號線馬川支線
巨餘（P554）－馬川（P555）